# Dušanovac, Negotin
Dušanovac (izvirno srbsko Душановац) je naselje v Srbiji, ki upravno spada pod Občino Negotin; slednja pa je del Borskega upravnega okraja.

## Demografija
V naselju živi 771 polnoletnih prebivalcev, pri čemer je njihova povprečna starost 51,4 let (49,6 pri moških in 53,0 pri ženskah). Naselje ima 365 gospodinjstev, pri čemer je povprečno število članov na gospodinjstvo 2,41.
To naselje je, glede na rezultate popisa iz leta 2002, večinoma srbsko.
|  |

| Demografija | Demografija     | Demografija     |
| Leto        | Št. prebivalcev | Št. prebivalcev |
| ----------- | --------------- | --------------- |
|             |                 |                 |
|             |                 |                 |
|             |                 |                 |
|             |                 |                 |
| 1948        | 2510            |                 |
| 1953        | 2515            |                 |
| 1961        | 2476            |                 |
| 1971        | 2408            |                 |
| 1981        | 2512            |                 |
| 1991        | 2320            | 1410            |
| 2002        | 2098            | 882             |
|             |                 |                 |

| Etnična sestava po popisu iz leta 2002 | Etnična sestava po popisu iz leta 2002 | Etnična sestava po popisu iz leta 2002 | Etnična sestava po popisu iz leta 2002 | Etnična sestava po popisu iz leta 2002 |
| -------------------------------------- | -------------------------------------- | -------------------------------------- | -------------------------------------- | -------------------------------------- |
| Srbi                                   | Srbi                                   |                                        | 702                                    | 79,59%                                 |
| Vlahi                                  | Vlahi                                  |                                        | 146                                    | 16,55%                                 |
| Romuni                                 | Romuni                                 |                                        | 19                                     | 2,15%                                  |
| Makedonci                              | Makedonci                              |                                        | 2                                      | 0,22%                                  |
| Hrvati                                 | Hrvati                                 |                                        | 1                                      | 0,11%                                  |
| Bolgari                                | Bolgari                                |                                        | 1                                      | 0,11%                                  |
| Neznano                                | Neznano                                |                                        | 7                                      | 0,79%                                  |